# 戈爾康達蘇丹國
戈爾康達蘇丹國，亦稱顧特卜沙希王朝，是16世紀初期在印度南部建立的高度波斯化的突厥王朝。由1518年生存至1687年被蒙兀兒帝國合併為止，它的成員統稱為顧特卜·沙希斯，位置在現在安德拉邦和泰倫加納邦。在王國存在時期不斷與鄰近的阿迪勒·沙阿王朝和艾哈邁德訥格爾蘇丹國衝突。
在1636年，沙賈汗迫使戈爾康達蘇丹國承認蒙兀兒帝國的宗主權，到1687年，當時莫臥兒皇帝奧朗則布征服了戈爾康達蘇丹國。

## 歷史
王朝的創始人庫里·顧特卜·沙希是來自伊朗哈馬丹的土庫曼人，在十六世紀初與他的叔叔安拉·古里一些親戚朋友一起遷徙到德里。後來他向南遷移到了德干，並服務於巴赫曼尼蘇丹穆罕默德沙一世。在巴赫曼尼王國解體為五個蘇丹國後，他征服了戈爾康達，不久之後，他宣布獨立於巴赫曼尼蘇丹國，拿下了頭銜顧特卜·沙希，並建立了獨立王國，
他在1543年被他的兒子詹姆西德殺死，後者被認為是儲君，他後來在1550年死於癌症。詹姆西德的小兒子蘇布罕只統治了一年，當時貴族擁立易卜拉欣·庫里作為蘇丹。在穆罕默德·庫里·顧特卜·沙希統治期間，印度教徒和穆斯林之間的關係得到加強，印度教徒甚至可以恢復傳統宗教節日，如排燈節和侯丽节。
一些印度教徒也在王國表現突出，最明顯例子是Madanna和Akkanna兄弟。

## 文化
戈爾康達蘇丹國的統治者也是偉大的建築師，最有名的例子是查米纳塔门。同時他們也是學者贊助者，庫里·顧特卜·烏爾·莫爾克的宮廷成為波斯文化和文學的天堂。蘇丹穆罕默德·古里·庫特沙（1580-1612）用達基尼語、烏爾都語，波斯語和泰盧固語中寫了詩，並留下了一個巨大的詩集。
最初，戈爾康達蘇丹國統治者贊助波斯文化，最終採納了以泰盧固語為代表的德干區域文化，雖然泰盧固語不是他們的母語，但戈爾康達統治者說和寫泰盧固語，並且贊助泰盧固語，所以他們被稱為“泰盧固語蘇丹”。
他們的王朝被認為是印度教和穆斯林宗教社會文化的“複合體”。

## 圖集

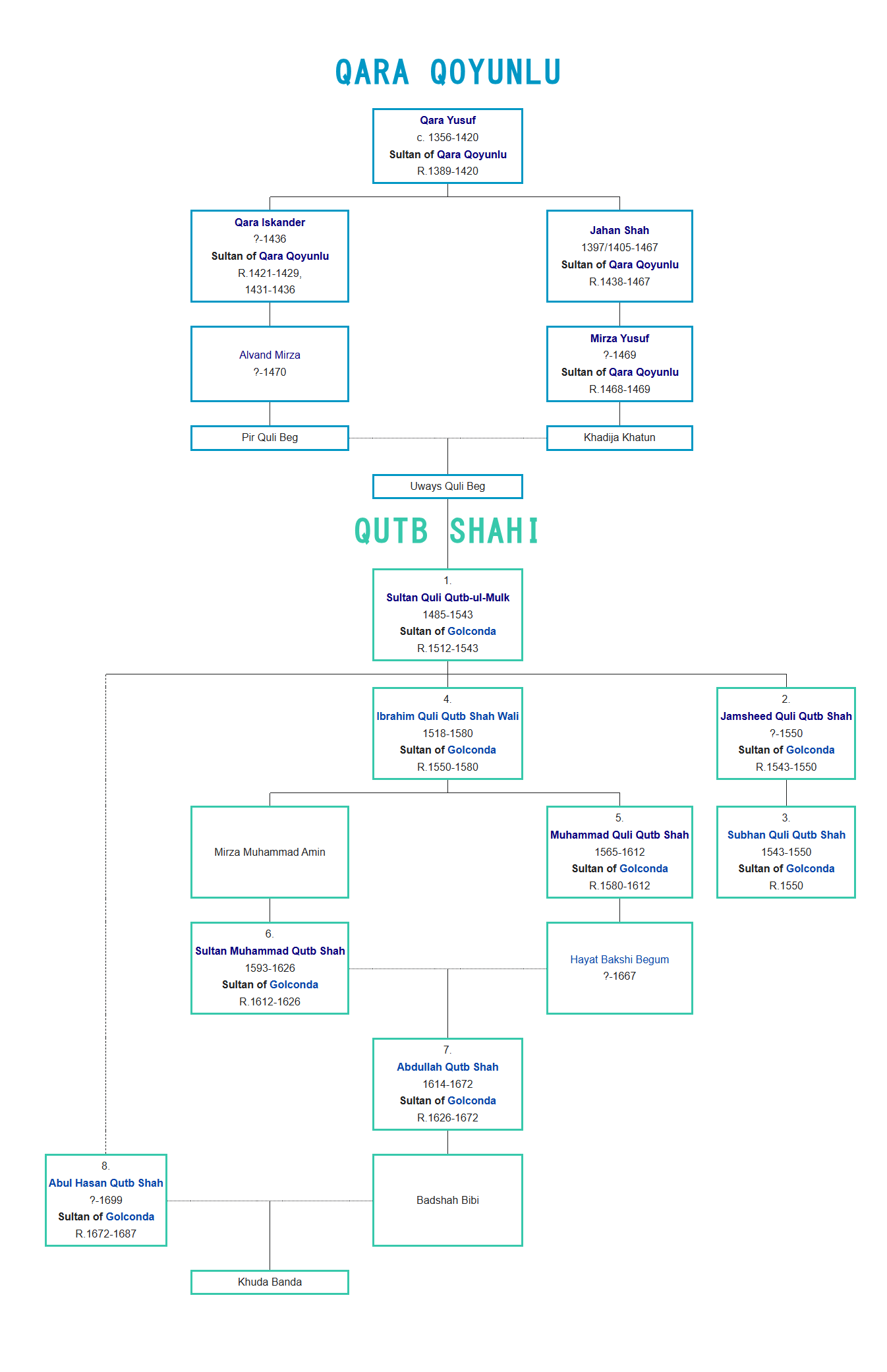
戈爾康達蘇丹國的世系圖
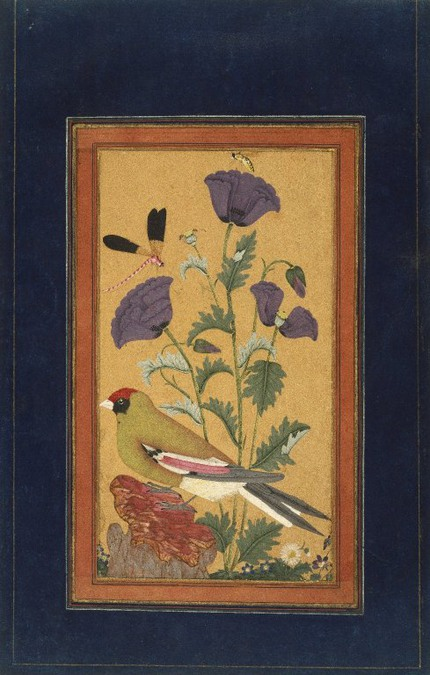
雀，罌粟花，蜻蜓和印度蜜蜂，1650年—1670年的不透明水彩畫
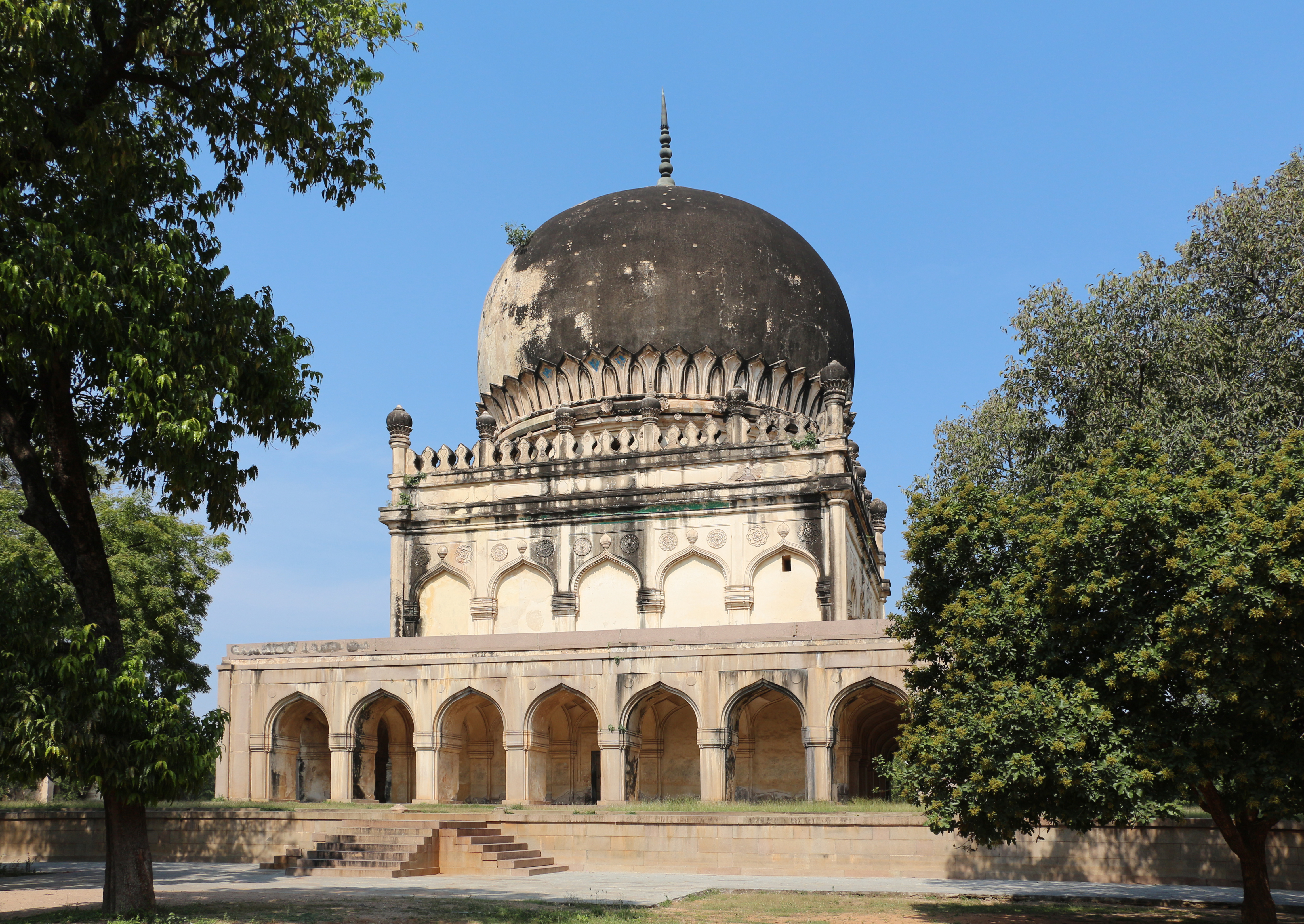
蘇丹·穆罕默德·顧特卜·沙希（英语：Sultan Muhammad Qutb Shah）的陵寢
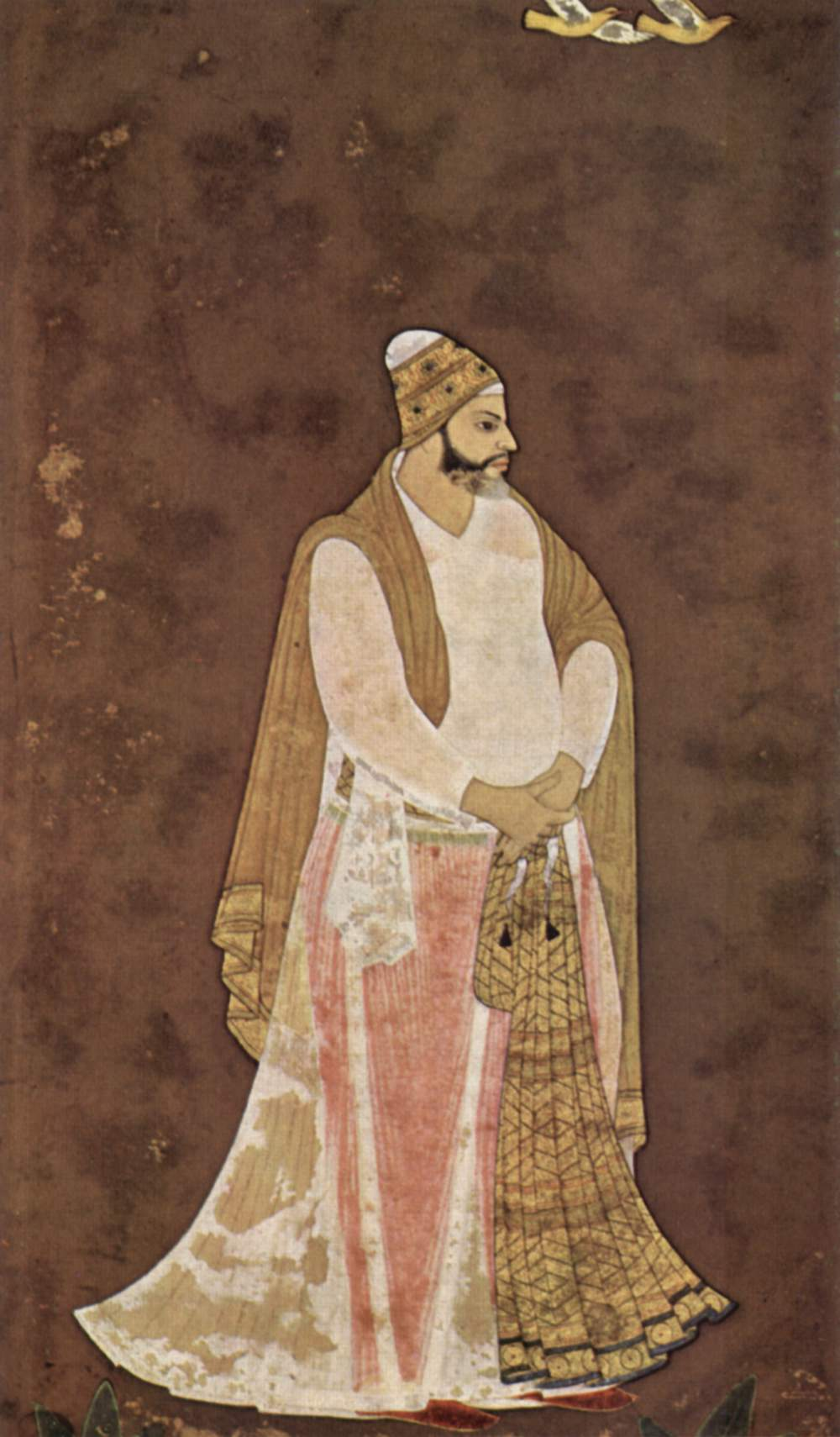
穆罕默德·庫里·顧特卜·沙希（英语：Muhammad Quli Qutb Shah）的肖像